# FC Barcelona „B“
Barcelona Atlètic. (celým názvem: Futbol Club Barcelona Atlètic.) je rezervním týmem španělského fotbalového klubu FC Barcelona. Tým sídlí stejně jako mateřský celek v Barceloně, největším městě Katalánského autonomního společenství. Rezerva byla založena v roce 1970 po fúzi barcelonských klubů Atlètic Catalunya a CD Condal (v sezóně 1956/57 prvoligový), které se dohodly na spolupráci se slavným barcelonským klubem. Nový celek byl nazván jako FC Barcelona Atlètic. Současný název má rezerva od roku 2022.
Rezervy ve Španělsku nemohou postoupit do nejvyšší soutěže a ani se nemohou zúčastnit národního poháru (zákaz startu rezerv od sezóny 1990/91). Největším úspěchem rezervy tak je celkem 23–roční účast ve druhé nejvyšší soutěži (naposled v sezóně 2017/18). Od sezóny 2018/19 působí v Segunda División B od sezóny 2021/22 známá jako Primera Federación, je třetí nejvyšší fotbalová soutěž ve Španělsku. Klubové barvy jsou modrá a granátová.
Své domácí zápasy odehrává na stadionu Estadi Johan Cruyff s kapacitou 6 000 diváků.

## Historické názvy
Zdroj:
- 1970 – FC Barcelona Atlètic (Futbol Club Barcelona Atlètic)
- 1990 – FC Barcelona „B“ (Futbol Club Barcelona „B“)
- 2008 – FC Barcelona Atlètic (Futbol Club Barcelona Atlètic)
- 2010 – FC Barcelona „B“ (Futbol Club Barcelona „B“)
- 2022 – FC Barcelona Atlètic (Futbol Club Barcelona Atlètic)

## Úspěchy
| Menší úspěchy |
| - Copa Catalunya (8× vítěz) - – FC Barcelona „B“ (kombinovaně s FC Barcelona): 1990/91, 1992/93, 1999/00, 2003/04, 2004/05, 2006/07, 2012/13, 2013/14 - Torneig Nostra Catalunya (1× vítěz) - – FC Barcelona Atlètic: 1976 |

## Umístění v jednotlivých sezonách
Stručný přehled
Zdroj:
- 1970–1972: Tercera División – sk. 3
- 1972–1973: Regional Preferente de Catalana
- 1973–1974: Tercera División – sk. 3
- 1974–1977: Segunda División
- 1977–1981: Segunda División B – sk. 2
- 1981–1982: Segunda División B – sk. 1
- 1982–1989: Segunda División
- 1989–1991: Segunda División B – sk. 4
- 1991–1997: Segunda División
- 1997–1998: Segunda División B – sk. 3
- 1998–1999: Segunda División
- 1999–2001: Segunda División B – sk. 3
- 2001–2002: Segunda División B – sk. 2
- 2002–2007: Segunda División B – sk. 3
- 2007–2008: Tercera División – sk. 5
- 2008–2010: Segunda División B – sk. 3
- 2010–2015: Segunda División
- 2015–2017: Segunda División B – sk. 3
- 2017–2018: Segunda División
- 2018– : Segunda División B – sk. 3

Jednotlivé ročníky
Zdroj:
Legenda: Z – zápasy, V – výhry, R – remízy, P – porážky, VG – vstřelené góly, OG – obdržené góly, +/− – rozdíl skóre, B – body, zlaté podbarvení – 1. místo, stříbrné podbarvení – 2. místo, bronzové podbarvení – 3. místo, červené podbarvení – sestup, zelené podbarvení – postup, fialové podbarvení - reorganizace, změna skupiny či soutěže
| Španělsko (1970 – ) |                                 |        |    |    |    |    |    |    |     |     |        |
| Sezóny              | Liga                            | Úroveň | Z  | V  | R  | P  | VG | OG | B   | +/- | Pozice |
| 1970/71             | Tercera División – sk. 3        | 3      | 38 | 20 | 9  | 9  | 67 | 37 | +30 | 49  | 4.     |
| 1971/72             | Tercera División – sk. 3        | 3      | 38 | 9  | 10 | 19 | 45 | 51 | –6  | 28  | 19.    |
| 1972/73             | Regional Preferente de Catalana | 4      | 38 | 25 | 6  | 7  | 84 | 26 | +58 | 56  | 1.     |
| 1973/74             | Tercera División – sk. 3        | 3      | 38 | 20 | 12 | 6  | 62 | 32 | +30 | 52  | 1.     |
| 1974/75             | Segunda División                | 2      | 38 | 13 | 12 | 13 | 46 | 52 | –6  | 38  | 10.    |
| 1975/76             | Segunda División                | 2      | 38 | 13 | 15 | 10 | 46 | 47 | –1  | 41  | 6.     |
| 1976/77             | Segunda División                | 2      | 38 | 10 | 10 | 18 | 39 | 52 | –13 | 30  | 20.    |
| 1977/78             | Segunda División B – sk. 2      | 3      | 38 | 18 | 5  | 15 | 59 | 43 | +16 | 41  | 5.     |
| 1978/79             | Segunda División B – sk. 2      | 3      | 38 | 19 | 11 | 8  | 68 | 42 | +26 | 49  | 4.     |
| 1979/80             | Segunda División B – sk. 2      | 3      | 38 | 11 | 14 | 13 | 36 | 35 | +1  | 36  | 14.    |
| 1980/81             | Segunda División B – sk. 2      | 3      | 38 | 19 | 7  | 12 | 47 | 39 | +8  | 45  | 3.     |
| 1981/82             | Segunda División B – sk. 1      | 3      | 38 | 22 | 11 | 5  | 75 | 33 | +42 | 55  | 1.     |
| 1982/83             | Segunda División                | 2      | 38 | 12 | 14 | 12 | 46 | 40 | +6  | 38  | 11.    |
| 1983/84             | Segunda División                | 2      | 38 | 14 | 12 | 12 | 55 | 48 | +7  | 40  | 7.     |
| 1984/85             | Segunda División                | 2      | 38 | 13 | 11 | 14 | 36 | 42 | –6  | 37  | 9.     |
| 1985/86             | Segunda División                | 2      | 38 | 13 | 8  | 17 | 41 | 48 | –7  | 34  | 13.    |
| 1986/87             | Segunda División                | 2      | 34 | 11 | 10 | 13 | 42 | 46 | –4  | 32  | 13.    |
| 1987/88             | Segunda División                | 2      | 38 | 14 | 13 | 11 | 52 | 47 | +5  | 41  | 8.     |
| 1988/89             | Segunda División                | 2      | 38 | 8  | 12 | 18 | 42 | 58 | –16 | 28  | 17.    |
| 1989/90             | Segunda División B – sk. 4      | 3      | 38 | 22 | 7  | 9  | 68 | 36 | +32 | 51  | 2.     |
| 1990/91             | Segunda División B – sk. 4      | 3      | 38 | 20 | 9  | 9  | 65 | 35 | +30 | 49  | 1.     |
| 1991/92             | Segunda División                | 2      | 38 | 17 | 7  | 14 | 59 | 53 | +6  | 41  | 6.     |
| 1992/93             | Segunda División                | 2      | 38 | 15 | 9  | 14 | 59 | 55 | +4  | 39  | 8.     |
| 1993/94             | Segunda División                | 2      | 38 | 11 | 17 | 10 | 59 | 51 | +8  | 39  | 8.     |
| 1994/95             | Segunda División                | 2      | 38 | 11 | 20 | 7  | 64 | 48 | +16 | 42  | 6.     |
| 1995/96             | Segunda División                | 2      | 38 | 13 | 5  | 20 | 55 | 63 | –8  | 44  | 14.    |
| 1996/97             | Segunda División                | 2      | 38 | 7  | 13 | 18 | 40 | 63 | –23 | 34  | 19.    |
| 1997/98             | Segunda División B – sk. 3      | 3      | 38 | 22 | 7  | 9  | 70 | 39 | +31 | 73  | 1.     |
| 1998/99             | Segunda División                | 2      | 42 | 13 | 5  | 24 | 51 | 68 | –17 | 44  | 20.    |
| 1999/00             | Segunda División B – sk. 3      | 3      | 38 | 12 | 12 | 14 | 61 | 58 | +3  | 48  | 11.    |
| 2000/01             | Segunda División B – sk. 3      | 3      | 38 | 17 | 5  | 16 | 53 | 45 | +8  | 56  | 9.     |
| 2001/02             | Segunda División B – sk. 2      | 3      | 38 | 21 | 8  | 9  | 73 | 41 | +32 | 71  | 1.     |
| 2002/03             | Segunda División B – sk. 3      | 3      | 38 | 18 | 10 | 10 | 64 | 44 | +20 | 64  | 2.     |
| 2003/04             | Segunda División B – sk. 3      | 3      | 38 | 16 | 10 | 12 | 39 | 27 | +12 | 58  | 8.     |
| 2004/05             | Segunda División B – sk. 3      | 3      | 38 | 12 | 13 | 13 | 42 | 39 | +3  | 49  | 11.    |
| 2005/06             | Segunda División B – sk. 3      | 3      | 38 | 19 | 6  | 13 | 60 | 41 | +19 | 63  | 6.     |
| 2006/07             | Segunda División B – sk. 3      | 3      | 38 | 7  | 16 | 15 | 33 | 47 | –14 | 37  | 19.    |
| 2007/08             | Tercera División – sk. 5        | 4      | 38 | 25 | 8  | 5  | 70 | 41 | +29 | 83  | 1.     |
| 2008/09             | Segunda División B – sk. 3      | 3      | 38 | 15 | 15 | 8  | 50 | 38 | +12 | 60  | 6.     |
| 2009/10             | Segunda División B – sk. 3      | 3      | 38 | 22 | 10 | 6  | 65 | 35 | +30 | 76  | 2.     |
| 2010/11             | Segunda División                | 2      | 42 | 20 | 11 | 11 | 85 | 62 | +23 | 71  | 3.     |
| 2011/12             | Segunda División                | 2      | 42 | 16 | 11 | 15 | 63 | 53 | +10 | 59  | 8.     |
| 2012/13             | Segunda División                | 2      | 42 | 15 | 12 | 15 | 76 | 71 | +5  | 57  | 9.     |
| 2013/14             | Segunda División                | 2      | 42 | 20 | 6  | 16 | 60 | 46 | +14 | 66  | 3.     |
| 2014/15             | Segunda División                | 2      | 42 | 9  | 9  | 24 | 55 | 83 | –28 | 36  | 22.    |
| 2015/16             | Segunda División B – sk. 3      | 3      | 38 | 14 | 9  | 15 | 40 | 40 | 0   | 51  | 11.    |
| 2016/17             | Segunda División B – sk. 3      | 3      | 38 | 25 | 7  | 6  | 83 | 29 | +54 | 82  | 1.     |
| 2017/18             | Segunda División                | 2      | 42 | 10 | 14 | 18 | 46 | 54 | –8  | 44  | 20.    |
| 2018/19             | Segunda División B – sk. 3      | 3      | 38 | 14 | 11 | 13 | 47 | 39 | +8  | 53  | 8.     |
| 2019/20             | Segunda División B – sk. 3      | 3      | 38 |    |    |    |    |    |     |     |        |